# Нюннели, Че
Че Нюннели (нидерл. Ché Nunnely; род. 4 февраля 1999, Алмере, Флеволанд) — нидерландский футболист, вингер.

## Клубная карьера
Нюннели — воспитанник клубов «Алмере Сити», «Утрехт» и «Аякс». 13 января 2017 года в матче против «Эммена» он дебютировал за дублирующий состав последних в Эрстедивизи. В 2019 году Че подписал контракт с Виллем II, за который выступал в Эредивизи три сезона. В начале 2023 года Нюннели перешёл в «Херенвен». 4 февраля в матче против «Утрехт» он дебютировал за новую команду. 28 мая в поединке против «Гоу Эхед Иглз» Че забил свой первый гол за «Херенвен».

## Международная карьера
В 2015 году в составе юношеской сборной Нидерландов Нюннели принял участие вюношеском чемпионате Европы в Азербайджане. На турнире он сыграл в матчах против сборных Испании, Италии, Сербии, Швеции и Португалии. В поединке против итальянцев Че забил гол.
В 2017 году в составе юношеской сборной Нидерландов Нюннели принял участие в юношеском чемпионате Европы в Грузии. На турнире он сыграл в матчах против команд Германии, Англии, Болгарии и Португалии.